# 生物有機化学
生物有機化学（せいぶつゆうきかがく、英語：bioorganic chemistry）は生体物質の化学変化を生化学と有機化学との二つの視点で扱う学問である。

## 概要
従来の生化学は生体分子を分子構造で捉えるというよりも、他の生体分子との関連性によって捉えていたが、生物有機化学においては分子そのものの分子構造を有機化学的に捉えることにより、よりミクロな現象を明らかにするところを主な題目とする。
核酸、タンパク質、脂肪いずれにおいても、ある生体物質の変換を生化学的アプローチと有機化学的アプローチを比べてみるとその特性が全く異なることに気づかされる。
例えば、脂肪からグリセリンと脂肪酸（特に脂肪酸ナトリウム塩が石鹸であることに注意してもらいたい）とに加水分解する反応を取り上げてみても、石鹸工場、すなわち有機化学プロセスでは、水酸化ナトリウムなど強アルカリ存在下煮沸させて反応を進行させる。一方、生体内での生化学的プロセスでは30～40℃の環境下で、しかも脂肪以外の生体物質が混在する中で、酵素リパーゼは脂肪だけを選択的に加水分解する。

### 酵素の研究
有機化学プロセスにおける反応論的過程は大抵のものが明確になっている。一方で酵素の反応論的過程については、近年では計算化学によるシミュレーションや放射光X線解析、タンパク質NMR解析などの進歩により酵素反応の遷移状態も含めて解明が進んできたとはいえ、それらがいまだに不明の酵素も数多く存在する。

### ケミカルバイオロジー
上述したような生化学と一般有機化学の鬩ぎ合いの中で、新しい有機化学の方法論を見出してゆくのが生物有機化学の主要なテーマとなる。近年ではこの学問領域のことを、ケミカルバイオロジーと呼ばれることもある。